# ليليان روفيري
ليليان روفيري (بالفرنسية: Liliane Rovère)‏ هي ممثلة فرنسية، ولدت في 30 يناير 1933 في فرنسا.

## أعمال

### أفلام
- (1978) أخرج مناديلك
- (1986) حوالي منتصف الليل
- (1997) الارطماسيا[2]

## وصلات خارجية
- ليليان روفيري على موقع IMDb (الإنجليزية)
- ليليان روفيري على موقع قاعدة بيانات الأفلام العربية
- ليليان روفيري على موقع ألو سيني (الفرنسية)
- ليليان روفيري على موقع أول موفي (الإنجليزية)
- ليليان روفيري على موقع قاعدة بيانات الأفلام السويدية (السويدية)
- ليليان روفيري على موقع قاعدة بيانات الفيلم (الإنجليزية)
- ليليان روفيري على موقع كينوبويسك (الروسية)